# Zmarli w listopadzie 2011

## Listopad 2011
- 30 listopada
  - Zbigniew Banaśkiewicz, polski samorządowiec i urzędnik, starosta kielecki (2002–2006)[1]
  - Zdeněk Miler, czeski reżyser, scenarzysta, rysownik, twórca filmów animowanych m.in. Krecika[2]
  - João Maria de Oliveira Martins, portugalski polityk i inżynier, minister robót publicznych, transportu i komunikacji (1985–1990)[3]
  - Maryla Płońska, polska opozycjonistka[4]
  - Carl Robie, amerykański pływak[5]
  - Leka I Zogu, albański szlachcic, polityk, następca tronu[6]
- 29 listopada
  - Witold Kirkor, polski lekkoatleta, działacz, sędzia chodu sportowego[7]
  - Patrice O’Neal, amerykański komik[8]
- 28 listopada
  - Vittorio De Seta, włoski reżyser i scenarzysta filmowy[9]
  - Paweł Komorowski, polski reżyser filmowy[10]
  - Charles Kowal, amerykański astronom[11]
  - Ante Marković, chorwacki polityk, premier SFRJ[12]
  - Józef Raszewski, polski opozycjonista[13]
  - Shannon Taylor, amerykański bokser[14]
- 27 listopada
  - Ustad Sultan Khan, hinduski muzyk[15]
  - Ken Russell, brytyjski reżyser filmowy[16]
  - Janusz Soból, polski sędzia siatkarski[17]
  - Gary Speed, walijski piłkarz, trener piłkarski, selekcjoner reprezentacji Walii[18]
  - Narmaxonmadi Xudoyberdiyev – radziecki (uzbecki) polityk i ekonomista, przewodniczący Rady Ministrów (premier)  Uzbeckiej Socjalistycznej Republiki Radzieckiej (1971–1984)[19]
- 26 listopada
  - Keef Hartley, angielski perkusista rockowy[20]
  - Iván Menczel, węgierski piłkarz[21]
  - Chukwuemeka Odumegwu Ojukwu, nigeryjski polityk, pierwszy prezydent Republiki Biafry[22]
  - Stanisław Portalski, polski działacz polonijny[23]
  - Ireneusz Wójcicki, polski piosenkarz, autor piosenek o tematyce morskiej i turystycznej, członek zespołów EKT Gdynia oraz Na Razie[24]
- 25 listopada
  - Wasilij Aleksiejew, rosyjski sztangista[25]
  - Don DeVito, amerykański producent nagrań[26]
- 24 listopada
  - Andrzej Mandalian, polski poeta i tłumacz[27]
  - Józef Misala, polski ekonomista, profesor[28]
  - Tatjana Szczełkanowa, radziecka lekkoatletka, skoczkini w dal[29]
- 23 listopada
  - Montserrat Figueras, hiszpańska śpiewaczka operowa (sopran)[30]
  - Karel Hubaczek, czeski architekt[31]
  - Chaim Kincler, działacz społeczności żydowskiej, przewodniczący Stowarzyszenia Żydów Wychodźców z Radomia[32]
  - Barry Llewellyn, jamajski wokalista reggae[33]
  - Carlos Moorhead, amerykański polityk, członek Izby Reprezentantów (1973–1997)[34]
  - Jim Rathmann, amerykański kierowca wyścigowy[35]
- 22 listopada
  - Swietłana Alliłujewa, rosyjska pisarka, córka Stalina[36]
  - Elżbieta, księżna Hohenbergu, księżniczka Luksemburga, Nassau i Parmy[37]
  - Lynn Margulis, amerykańska biolog[38]
  - Danielle Mitterrand, francuska pierwsza dama, żona François Mitterranda[39]
  - Paul Motian, amerykański perkusista jazzowy[40]
- 21 listopada
  - Janusz Gruchała, polski historyk[41]
  - Anne McCaffrey, amerykańska pisarka[42]
- 20 listopada
  - Olgierd Budrewicz, polski dziennikarz i podróżnik[43]
  - Sergio Scaglietti, włoski projektant motoryzacyjny[44]
- 19 listopada
  - Ömer Lutfi Akad, turecki reżyser filmowy[45]
  - Kazimierz Bielenin, polski archeolog, profesor[46]
  - Michael Hastings, brytyjski dramaturg, scenarzysta, pisarz i poeta[47]
  - John Neville, brytyjski aktor[48]
  - Basil D’Oliveira, angielski krykiecista[49]
  - Ruth Stone, amerykańska poetka[50]
- 18 listopada
  - Mark Hall, brytyjski animator, producent filmowy i telewizyjny[51]
  - Jurij Kariakin, rosyjski filozof, krytyk literacki i publicysta[52]
  - Jones Mwewa, zambijski piłkarz[53]
- 17 listopada
  - Stanisław Czepielik, polski wojskowy, generał brygady Wojska Polskiego[54]
- 16 listopada
  - Bahri Oruçi, jugosłowiański polityk komunistyczny, przewodniczący Rady Wykonawczej (premier) Socjalistycznej Prowincji Autonomicznej Kosowo (1978–1980)[55]
- 15 listopada
  - Jakub Goldberg, polski historyk[56]
- 14 listopada
  - Józef Kożuch, polski działacz społeczności żydowskiej we Wrocławiu[57]
  - Jackie Leven, szkocki muzyk i kompozytor[58]
- 13 listopada
  - Jacek Arlet, polski koszykarz[59]
  - Guido Falaschi, argentyński kierowca wyścigowy[60]
  - Andrzej Skrzyński, polski polityk i samorządowiec, poseł na Sejm II i IV kadencji[61]
  - Solly Tyibilika, południowoafrykański rugbysta[62]
- 12 listopada
  - Stanisław Jerzy Gdula, polski profesor, pracownik naukowy Politechniki Śląskiej, nauczyciel akademicki[63]
  - Zbigniew Jaworowski, polski lekarz, radiolog, profesor nauk medycznych[64]
- 11 listopada
  - Izaak Celnikier, polski i żydowski malarz, rysownik i grafik[65]
  - Reiner Methe, niemiecki sędzia piłki ręcznej[66]
  - Francisco Blake Mora, meksykański polityk, minister spraw wewnętrznych[67]
- 10 listopada
  - Daniela D’Ercole, włoska piosenkarka jazzowa[68]
  - Ivan Martin Jirous, czeski poeta, pieśniarz, krytyk sztuki, publicysta i dysydent[69]
- 9 listopada
  - Tadeusz Feder, polski samorządowiec, starosta strzelecko-drezdenecki (2005–2006), burmistrz Strzelec Krajeńskich (2006–2011)[70]
  - Har Gobind Khorana, amerykański biolog molekularny, laureat Nagrody Nobla[71]
- 8 listopada
  - Brian Ford, australijski rugbysta[72]
  - Heavy D, amerykański raper i aktor[73]
  - Walentin Iwanow, rosyjski piłkarz, trener i menedżer piłkarski[74]
  - Ed Macauley, amerykański koszykarz[75]
  - Tadeusz Marcinkowski, polski profesor nauk medycznych[76]
- 7 listopada
  - Joe Frazier, amerykański bokser, mistrz olimpijski i zawodowy mistrz świata[77]
  - Jerzy Górski, polski profesor, członek PAN, kierownik katedry matematyki AGH w Krakowie, pracownik naukowy UŚl i Politechniki Częstochowskiej[78]
  - Gottfried Kiesow, niemiecki historyk sztuki[79]
  - Marie Ljalková, czeska wojskowa, strzelec wyborowa[80]
  - Andrea True, amerykańska piosenkarka disco[81]
  - Marek Wakarecy, polski muzyk, działacz społeczny i samorządowy[82]
- 6 listopada
  - Géza Alföldy, węgierski historyk[83]
  - Margaret Field, amerykańska aktorka[84]
  - Ludwik Gadzicki, polski pedagog, polonista, poeta, miłośnik i propagator teatru[85]
  - Mel Hancock, amerykański polityk, członek Izby Reprezentantów (1989-1997)[86]
  - Hal Kanter, amerykański scenarzysta, producent i reżyser[87]
- 5 listopada
  - Damaskin (Papandreu), grecki duchowny, były prawosławny arcybiskup Szwajcarii w jurysdykcji Patriarchatu Konstantynopolitańskiego[88]
  - Marek Skolarski, polski muzyk, autor tekstów, dziennikarz[89]
- 4 listopada
  - Alfonso Cano, kolumbijski bojownik, dowódca FARC[90]
  - Arnold Green, estoński polityk, prezydent Estońskiego Komitetu Olimpijskiego w latach 1989-1997[91]
  - Norman F. Ramsey, amerykański fizyk, laureat Nagrody Nobla[92]
  - Andy Rooney, amerykański dziennikarz telewizyjny i publicysta[93]
  - Walery Skotny, ukraiński profesor, rektor Drohobyckiego Uniwersytetu Pedagogicznego[94]
  - Josephine de la Viña, filipińska lekkoatletka, dyskobolka[95]
  - Tadeusz Walasek, polski bokser, mistrz Europy[96]
  - Sarah Watt, australijska reżyser filmowa[97]
- 3 listopada
  - Ivar Nørgaard, duński polityk i urzędnik, deputowany krajowy i europejski, minister (1965–1982)[98]
  - Cory Smoot, amerykański gitarzysta grupy Gwar[99]
- 2 listopada
  - John F. Burke, amerykański chirurg, twórca sztucznej skóry[100]
  - Edward Lenkiewicz, polski okulista, profesor[101]
  - Bruno Rubeo, włoski scenograf filmowy[102]
  - Jan Bochenek, polski sztangista, medalista olimpijski[103]
- 1 listopada
  - Heinz Ludwig Arnold, niemiecki dziennikarz, profesor honorowy Uniwersytetu w Getyndze[104]
- data dzienna nieznana
  - Włodzimierz Orczykowski, polski działacz samorządowy, prezydent Zgierza (1983–1988)[105]